# Florin Ketterer
Florin Ketterer (* 17. Juni 1993 in Starnberg) ist ein deutscher Eishockeyspieler, der seit Juli 2021 bei den Ravensburg Towerstars aus der DEL2 unter Vertrag steht und dort auf der Position des Verteidigers spielt. Zuvor war Ketterer bereits für den ESV Kaufbeuren in derselben Liga aktiv.

## Karriere

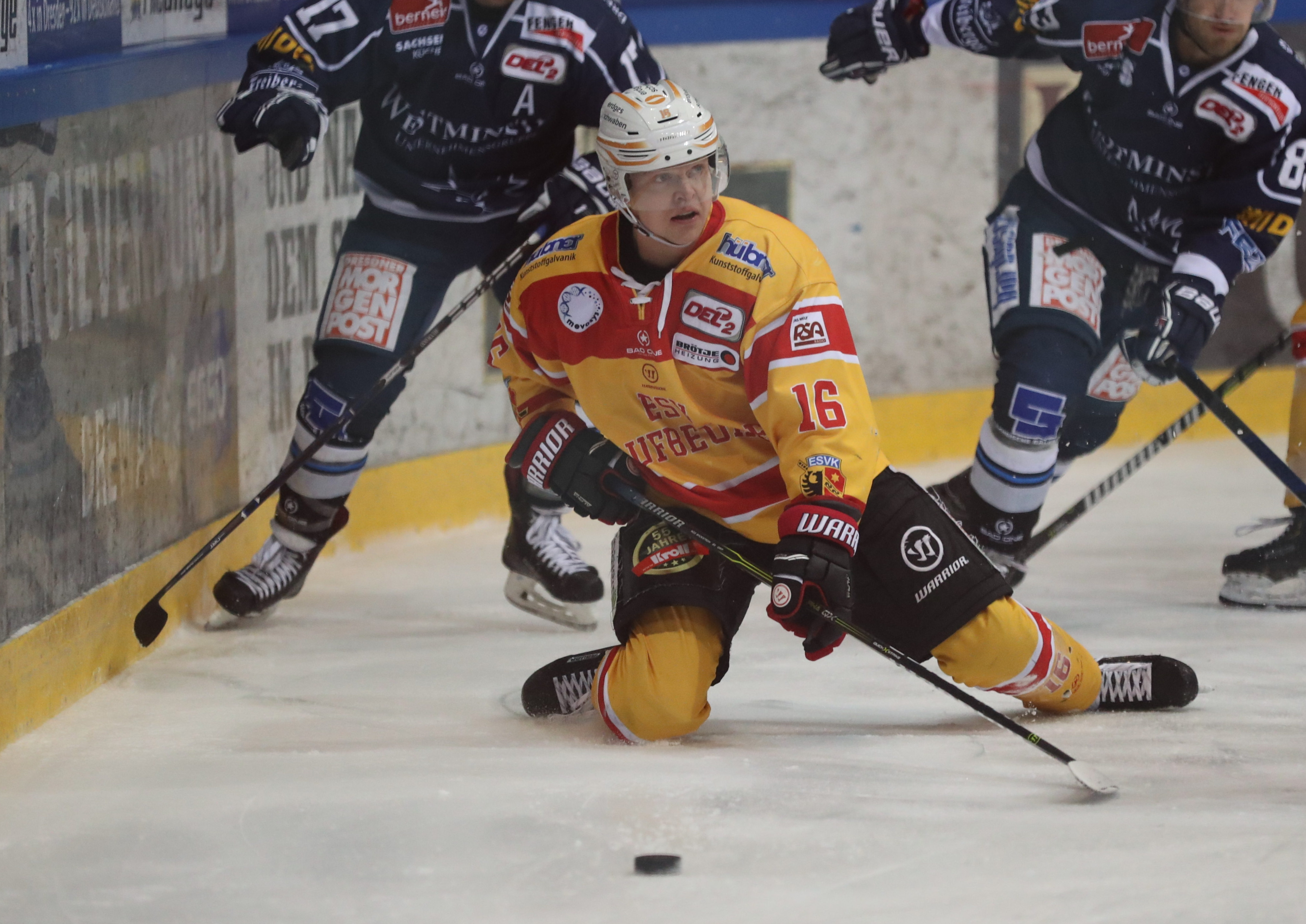
Ketterer im Trikot des ESV Kaufbeuren (2019)

Florin Ketterer begann in der Juniorenabteilung des EC Bad Tölz mit dem Eishockeyspielen. Von 2008 bis 2012 war er in der dortigen DNL-Mannschaft aktiv. Anschließend spielte er in der ersten Mannschaft der Tölzer Löwen in der drittklassigen Oberliga Süd. Zur Saison 2015/16 wechselte der Verteidiger zum Ligakonkurrenten Blue Devils Weiden, wo er ebenfalls mit guten Leistungen auf sich aufmerksam machte. Daraufhin schaffte er den Sprung in die DEL2 und wechselte zum ESV Kaufbeuren. Im April 2018 verlängerte Ketterer seinen Vertrag in Kaufbeuren um zwei weitere Jahre.
Nach fünf Jahren beim ESVK verließ Ketterer den Klub im Sommer 2021 und wechselte gemeinsam mit Julian Eichinger und Denis Pfaffengut zum EV Ravensburg. Mit dem EVR gewann der Abwehrspieler im Frühjahr 2023 die Meisterschaft der DEL2.

### International
Mit der deutschen U20-Auswahl nahm Ketterer an der U20-Junioren-Weltmeisterschaft 2013 teil. Dabei belegte er mit der Mannschaft den neunten Platz. In sechs Turnierspielen blieb der Abwehrspieler punktlos.

## Erfolge und Auszeichnungen
- 2012 Oberliga-Meister mit den Tölzer Löwen
- 2023 DEL2-Meister mit den Ravensburg Towerstars

## Karrierestatistik
Stand: Ende der Saison 2024/25

### International
Vertrat Deutschland bei:
- U20-Junioren-Weltmeisterschaft 2013

(Legende zur Spielerstatistik: Sp oder GP = absolvierte Spiele; T oder G = erzielte Tore; V oder A = erzielte Assists; Pkt oder Pts = erzielte Scorerpunkte; SM oder PIM = erhaltene Strafminuten; +/− = Plus/Minus-Bilanz; PP = erzielte Überzahltore; SH = erzielte Unterzahltore; GW = erzielte Siegtore; 1 Play-downs/Relegation; Kursiv: Statistik nicht vollständig)